# Campeonato de Francia de Rugby 15 1969-70
El Campeonato de Francia de Rugby 15 1969-70 fue la 71.ª edición del Campeonato francés de rugby.
El campeón del torneo fue el equipo de La Voulte quienes obtuvieron su primer campeonato.

## Desarrollo

### Segunda Fase
| - Béziers - Bègles - Stade Beaumontois - Angoulême - Carmaux - Oyonnax - Le Creusot - Castres - Toulouse - Biarritz - Racing - Quillan - Chambéry - Bergerac - Gaillac - Mazamet | - Toulon - Brive - Auch - Lourdes - Valence - Toulouse Olympique EC - Lavelanet - JO Pradéenne - Dax - La Voulte - Avignon Saint-Saturnin - Tyrosse - Tulle - Fumel Libos - Aurillac - Chalon |

| - Narbonne - Périgueux - Bayonne - Dijon - Oloron - Cahors - Vienne - Saint-Junien | - Graulhet - Cognac - Montferrand - Grenoble - Montauban - Saint-Jean-de-Luz - Stade Bagnérais - Castelsarrasin |

| - Pau - Stadoceste - Condom - Mont de Marsan - Romans - Perpignan - Mauléon - Albi | - Agen - La Rochelle - Vichy - Lannemezan - US Bressane - Paris Université Club - Saint-Claude - Foix |

### Dieciseisavos de final
| 1970 | Agen | 27 - 3 | Angoulême |  |  |

| 1970 | Stade Beaumontois | 8 - 3 | La Rochelle |  |  |

| 1970 | Auch | 11 - 3 | Dax |  |  |

| 1970 | Racing | 26 - 13 | Bègles |  |  |

| 1970 | La Voulte | 9 - 3 | Bayonne |  |  |

| 1970 | Graulhet | 13 - 12 | Quillan |  |  |

| 1970 | Brive | 8 - 6 | Avignon Saint-Saturnin |  |  |

| 1970 | Béziers | 29 - 6 | Lannemezan |  |  |

| 1970 | Montferrand | 18 - 6 | Périgueux |  |  |

| 1970 | Narbonne | 9 - 3 | Tyrosse |  |  |

| 1970 | Pau | 24 - 17 | Dijon |  |  |

| 1970 | Vichy | 12 - 9 | Stadoceste |  |  |

| 1970 | Grenoble | 17 - 12 | Toulon |  |  |

| 1970 | Cognac | 16 - 3 | Condom |  |  |

| 1970 | Toulouse | 41 - 6 | Mont de Marsan |  |  |

| 1970 | Biarritz | 16 - 15 | Lourdes |  |  |

### Octavos de final
| 1970 | Agen | 16 - 13 | Stade Beaumontois |  |  |

| 1970 | Auch | 8 - 3 | Racing |  |  |

| 1970 | La Voulte | 24 - 3 | Graulhet |  |  |

| 1970 | Brive | 17 - 9 | Béziers |  |  |

| 1970 | Montferrand | 12 - 3 | Narbonne |  |  |

| 1970 | Pau | 8 - 0 | Vichy |  |  |

| 1970 | Grenoble | 8 - 6 | Cognac |  |  |

| 1970 | Toulouse | 20 - 5 | Biarritz |  |  |

### Cuartos de final
| 1970 | Agen | 19 - 0 | Auch |  |  |

| 1970 | La Voulte | 18 - 8 | Brive |  |  |

| 1970 | Montferrand | 14 - 11 | Pau |  |  |

| 1970 | Grenoble | 12 - 5 | Toulouse |  |  |

### Semifinal
| 1970 | Montferrand | 11 - 3 | Grenoble |  |  |

| 1970 | La Voulte | 9 - 3 | Agen |  |  |

### Final
| 17 de mayo de 1970 | La Voulte | 3 - 0   | Montferrand | Stade de Toulouse, Toulouse |  |
|                    |           | Reporte |             |                             |  |

| Bandera de Francia |
| Campeón La Voulte  |
| Primer título      |